# Listrac de Durèsa
Listrac de Durèsa (en francès Listrac-de-Durèze) és un municipi francès situat al departament de la Gironda i a la regió de la Nova Aquitània.

## Demografia
| 1962                                       | 1968 | 1975 | 1982 | 1990 | 1999 | 2007 |
| ------------------------------------------ | ---- | ---- | ---- | ---- | ---- | ---- |
| 101                                        | 110  | 115  | 92   | 111  | 113  | 164  |
| Des de 1962: població sense dobles comptes |      |      |      |      |      |      |

## Administració
| Període | Identitat               | Partit |
| ------- | ----------------------- | ------ |
| 2001-   | Alain Norbert Pimouguet |        |